# 真・女神転生 デビルチルドレン 光の書・闇の書
『真・女神転生 デビルチルドレン 光の書・闇の書』（しん・めがみてんせい デビルチルドレン ひかりのしょ・やみのしょ）は、2002年11月15日に2本同時にアトラスより発売されたゲームボーイアドバンス用ゲームソフト。

## 概要
登場人物などを一新。大量のデビルを常に連れて動けるようになり、登場悪魔も一部削られたものの大幅に追加・リデザインされた。前作では最大2対2で行われていた戦闘が、本作になって最大3対3での戦闘が可能となった。戦闘画面には背景が追加されている。
グリーンスタジアム神戸で野球観戦の来場者に配られるという異例のイベントも行われた。

## ストーリー
200X年、東京原宿小学校6年生のジン、アキラ、レナは不思議なことを捜すのが大好きな幼なじみの3人。ある日、図書館で転校生の亜美と一緒に悪魔図鑑を発見する。そこに記された呪文を唱えてしまい、魔法陣の中から現れた2体のデビルに襲われる。その危機に現れたのは、転校生であるアミだった。パートナーのランド・ゲイルと共にデビルと戦う力を与えられたジン・アキラは、現れた時空のゆがみを修復するため、異世界ヴァルハラへと導かれていく。

## システム
ランクアップと合体事故は引き続き存在している。今作に出た新しい合体は下記を参照。
マソウ合体
マソウアイテムとデビル合体させてデビルに新しい技を覚えさせる。ただし、覚えさせるのは技だけで、マソウアイテムに魔法を覚えさせることはできない。
化石合体
3つの化石を組み合わせてデビルを生み出す合体。組み合わせによって新たなデビルを生み出すことができる。
デビライザー
ジンとアキラがデビルを呼び出すときに使う道具。本作では、このデビライザーにカスタマイズ機能が追加された。

## 登場人物

### 主要人物
ジン（デフォルト名 / 変更可）
本作の『光の書』の主人公。東京原宿小学校の6年生。幼なじみのアキラとレナとで作った、不思議なことを捜す"不思議クラブ"のリーダー的存在。興味の沸いたことには一直線に突っ走るため、周りが見えなくなることが多い。
ランド（デフォルト名 / 変更可）
ジンのパートナー。ソルレオンという種族。楽天家な考え方だがジンの命令には忠実に応える。
アキラ（デフォルト名 / 変更可）
本作の『闇の書』の主人公。東京原宿小学校の6年生。学校ではジンと共に行動するなど活発な行動が多いが、物事を思慮深く考え、落ち着き払って行動する。
ゲイル（デフォルト名 / 変更可）
アキラのパートナー。ヘイロンという種族。真面目なアキラと比べると、不良っぽさが目立つ。勇敢でどんな敵にも立ち向かう。
レナ
勝気で行動派な少女。不思議クラブの牽引役。
アミ / 橿原 亜美（カシハラ アミ）
ある日、東京原宿小学校に転校してきた謎の少女。物静かだが、頑固な面もある。その正体はヴァルハラの反乱軍の一員。

### 反乱軍
ドレイル
反乱軍のリーダー。仲間から慕われている。裏では帝国に情報を流しているが、そのことにドレイル自身罪悪感を持っている。
シュン
ヴァルハラのデビルチルドレンである少年。男性で人間。
ガイ
反乱軍の一員を務めるデビル。ブルの兄であり、種族はミノタウロス。
ジュディ
反乱軍の一員。女性で人間。
ブル
反乱軍の一員。ガイの弟であり、同じくミノタウロス。ハイドラ鉱山で「ほのおのレンゴク」に繋ぐ穴を掘っていた。
ナオミ
ハイドラの町の酒場でピアノを弾いている女。その正体は反乱軍のスパイ。

### 帝国軍
皇帝の兄
ヴァルハラの皇帝。白い鎧を纏い光の力を使う。「優れた者がヴァルハラを支配する」と考えており、デビルの優勢を唱えている。
なお、アニメ版と漫画版では「レミエル」の名称が付けられている。
皇帝の弟
ヴァルハラの皇弟。黒い鎧を纏い闇の力を使う。兄同様、優れたデビルたちによるヴァルハラ支配を唱える。
アニメ版および漫画版での名称は「アズラエル」。
カイム
『光の書』のみ登場する水帝のデビル。ハーミットで帝国兵を連れてきて反乱軍のメンバーを探していた。
ハボリム
『闇の書』のみ登場する炎帝のデビル。キングフロストを人質にとっていた。
クロセル
『闇の書』のみ登場する氷帝のデビル。「ほのおのレンゴク」で、主人公と遭遇。時のくさりを所持していた。
ビフロンス
『光の書』と『闇の書』の共通で登場する地帝のデビル。現在の光の神殿 / 闇の神殿で主人公と戦う。
グレモリィ
『闇の書』のみ登場する風帝のデビル。皇帝の城「ティルナノーグ」で主人公と戦う。
オセ
『光の書』のみ登場する雷帝のデビル。皇帝の城「ティルナノーグ」で主人公と戦う。

### 魔界関係者
ルシファー
魔界の統治者。デビル達からかなり慕われている。皇帝兄弟が恐れている存在。
フォロウ
ルシファーの側近で、時のゆがみを調査しているが、裏では自身が魔界の王になろうとした。未来の魔界（改変前）ではヴァルハラの帝国軍に敗北してフォロウは死亡したことになっている。
テュポン
「魔界 風」に住むデビル。最初は勘違いして戦うが、終わった後は理解を示してくれる。時のゆがみは消せないが吹き飛ばすことができる「とっぷうのざぐるま」をアキラに渡す。
カイポラ
「魔界 風」に住む森の女神。主人公に時のゆがみにより草花が苦しんでいることをつげる。また、未来の原宿（改変後）で、一役買う。
キングフロスト
「魔界 氷」に住むフロスト族の父と呼ばれているデビル。ヴァルハラの帝国軍に捕まえられる。
スキンファクシ
あらゆる世界において最も良いと言われている、金色のたてがみを持つ馬。
ガムビエル
デビルになった天使のひとり。天使だった時はみずがめ座を守護していたが、今はみずがめ座を支配している。
ラクシュミ
美人で裕福で運にも恵まれている理想の女神として種族や性別に関わらず人気がある。

### ヴァルハラ関係者
クエーサー / セイファート
本作のラストボス。ヴァルハラを創ったと同時に生まれた破壊の存在で、命と時間を喰う。皇帝兄弟を裏で操り命と時間を喰う。
プレイヤーは『光の書』ではクエーサー、『闇の書』ではセイファートと対峙するが、イベント上は『光の書』ではアキラ、『闇の書』ではジンがプレイヤーが戦わなかった方と対峙している。
光の御子 / 闇の貴公子
ヴァルハラを創った二人で、その実力はルシファー以上と言われている。二人にはパートナーも存在している。ルシファーとは友人関係。時を操る能力を所有する。魔界から出る前に未来のこれから起きることを考えた上で手紙と「時のカギ」を二人が住んでいた神殿に置いた。二人は争いの無い世界を創ろうとして魔界から旅立ち、創った世界がヴァルハラ。時のクサリと呼ばれる時のゆがみを消し去ることができる道具を時の3女神に渡した。
二人の転生した姿がジン（光の御子）とアキラ（闇の貴公子）である。

### 時の女神
魔界ダークパレスのオルゴールルームに存在する3人の女神。「女神3姉妹」と言われている。
ウルド
過ぎ去りし時を思う女神で、3姉妹の長女。
ヴェルザンディ
今のこの時を見守る女神で、3姉妹の次女。
スクルド
遠き未来を眺める女神で、3姉妹の三女。

## 舞台
原宿
主人公達が住んでいる町。最初の舞台であり、体育館から戻ってくる事は可能である。
ヴァルハラ
人間界や魔界とは違う世界。光の御子と闇の貴公子によって創られた争いの無い世界であり、長らく平和が続いていたが、皇帝の出現でその平穏は打ち砕かれた。皇帝による圧政に立ち向かうべく反乱軍が出現し、戦争が勃発して現在に至る。「時の塔」は光の御子と闇の貴公子がヴァルハラを離れるときに作った建築物。ヴァルハラは魔界において伝説扱いされているが、何人かのデビル達はヴァルハラに興味を示している。
魔界
魔王ルシファーを統治者としたデビル達が住む世界。
未来の原宿
改変前と改変後の二つ存在しており、下記を参照。
改変前
時のゆがみによって荒廃した世界になった原宿。ここで信じられるのは力のみ。また、現在の原宿の状況を変えたら未来の原宿は変わる。
改変前
魔王ルシファー亡き後、帝国軍の侵攻によってセントラルランドは無くなるが、ダークパレスとデビル達が残っている。現在の魔界の状況を変えると未来の魔界が変わる。

## 用語
デビルの図鑑
原宿小学校の図書室にあった本。契約の言葉もある。
帝国
正式名称不明。ヴァルハラを支配する皇帝兄弟が国家元首で、双頭政治であると思われる。逆らう者を「ほのおのレンゴク」という所に連れて行き、死刑に処す圧政を行っている。
時のゆがみ
魔界と地上で起きている謎の現象。これが続けば時が止まり、未来が無くなり世界が滅ぶ。また、時のゆがみは時間が進むにつれて大きくなる。消去する方法は時のクサリを使用する以外無い。皇帝は光と闇の力が存在する地上と魔界を危惧しているため、帝国軍の兵士に時のゆがみを起こさせることで地上と魔界を消そうとしている。
時のクサリ
時のゆがみを唯一消去できる道具だが、大きくなった時のゆがみを消すことができない。
時のカギ
あらゆる大きさの時のゆがみを消去できる道具。
光と闇の力
ヴァルハラを唯一救える力。魔界にあるといわれている。

## 変更点
属性の変更
属性が変更されており下記はそれである。
- 月→闇
- 日→光
- 土→地
- 金→雷
- 木→風

追加属性
氷が新たに追加され、それに伴って水の魔法としてアクア系も追加された。
特殊能力
それぞれのデビルに特殊能力が存在し、戦闘回数をこなせば特殊能力が目覚める。合体による継承も可能。
同時バトル人数
戦闘はパートナー、デビライザーのデビル、キングライザーのデビルの3体で行うようになった。
ランクアップの分岐
ランクアップ時の応対により攻撃タイプになるか、魔法タイプになるか変わる。
デビホンの廃止
ヴィネコンでフィールド上からヴィネセンターにアクセス出来るようになった。
マソウ合体
宝箱や店で手に入るマソウをアヤシイ工房で合体させると、そのマソウに対応した技を覚えることが出来る。
化石合体
化石をアヤシイ博物館で合体させるとゾンビデビルになる。ゾンビデビルは特殊のアイテムで復活させ元の姿にすることが出来る。
時の訓練所
通常の訓練所とは別にあるもので、過去で預け未来の同じ場所で引き取ることで戦闘回数に関係なく訓練することが出来る。ただし通常より値段は高め。

## スタッフ
- プロデューサー - 岡田耕始
- ディレクター - 柴田達二郎、中村陽子
- プランナー - 石岡信寛、田巻敏直、市川雄樹、岩崎信保
- シナリオ - 志羽貴司
- キャラクターデザイン - 岩永悦宜
- デビルデザイン - 岩永悦宜、小原辰也、沖田香織、前田直哉、北野誠、古東晃子、須藤正喜、薄田無門
- プログラム - 穴澤健史、鎌田昌宏、宮内勇樹
- グラフィックディレクター - 高橋伸明
- マップグラフィック - 板倉耕一、梅北億一、後藤華、高田牧子
- デビルグラフィック・バトルBG - 高尾野大助
- バトルエフェクト・イベントグラフィック - 小松崎孝宜
- キャラクターグラフィック - 岡田哲平
- アイテムグラフィック - 鮎澤大輝、須藤尚子
- サウンド - 濱田智之、藤木学
- グラフィックスーパーバイザー - 金子一馬